# Pfarrkirche Deutsch Tschantschendorf

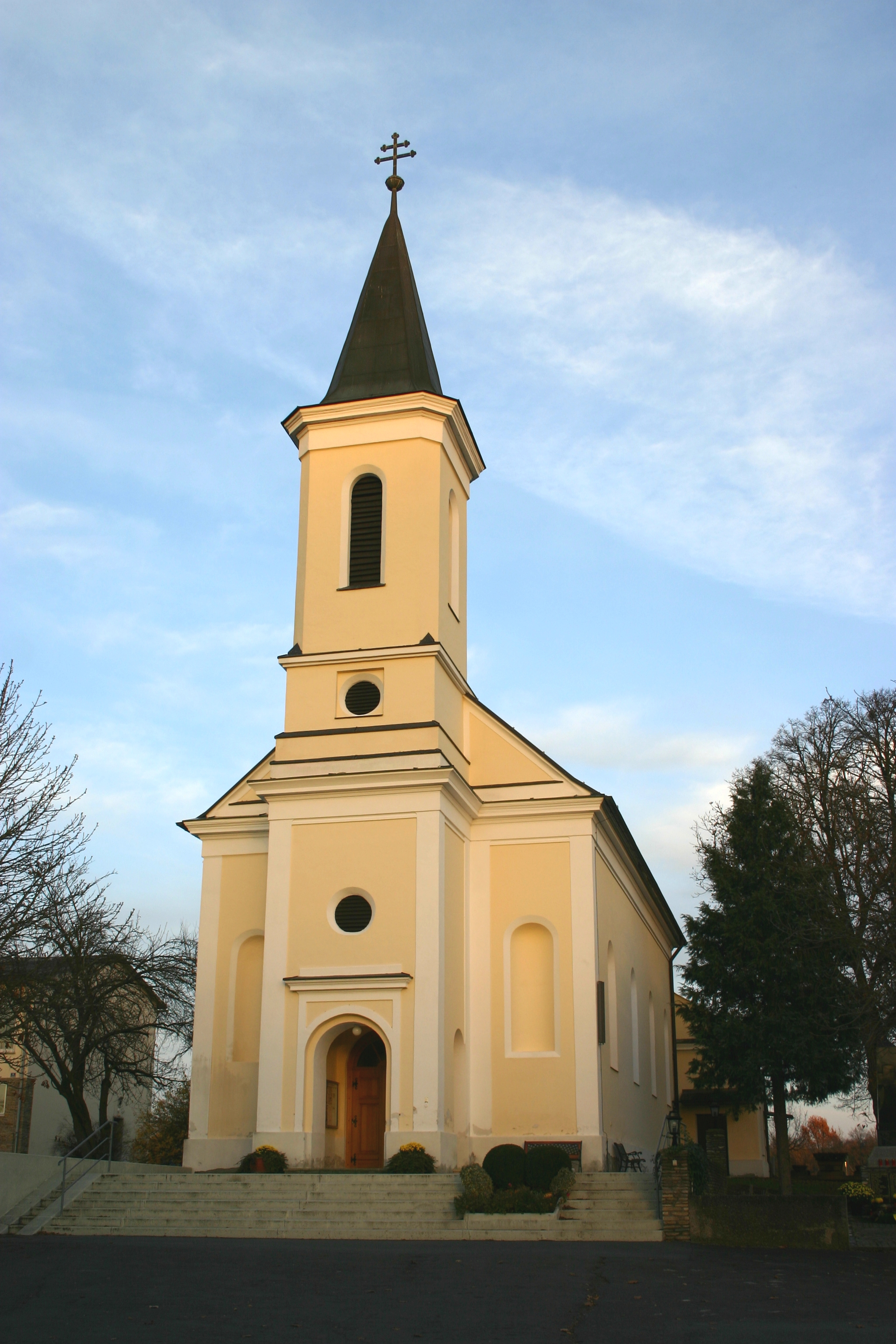
Pfarrkirche Deutsch Tschantschendorf

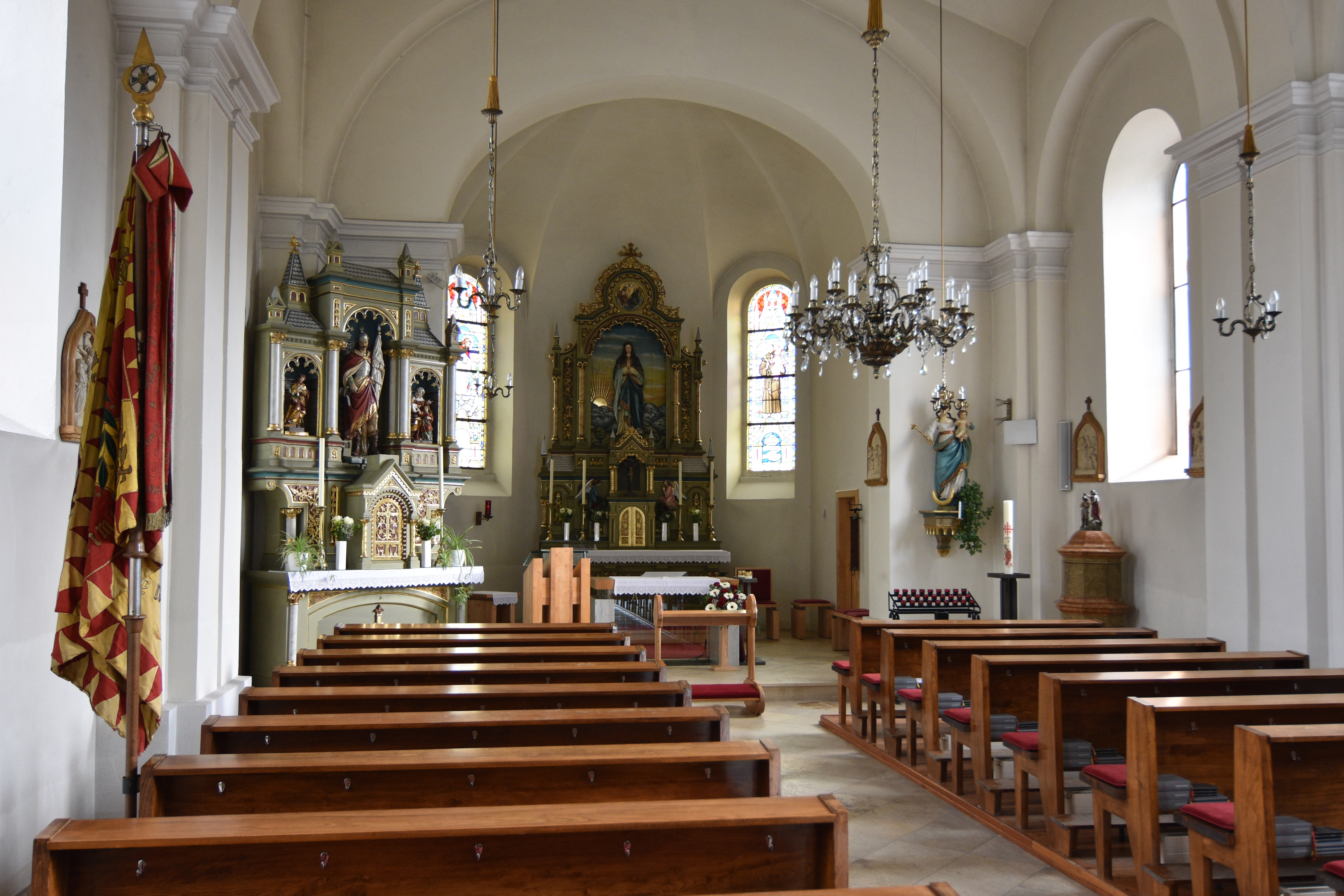
Der Innenraum der Kirche

Die römisch-katholische Pfarrkirche Deutsch Tschantschendorf steht in der Ortsmitte von Deutsch Tschantschendorf in der Gemeinde Tobaj (ungarisch: Tobaj) im Bezirk Güssing im Burgenland. Sie ist dem Fest Mariä Geburt gewidmet und gehört zum Dekanat Güssing in der Diözese Eisenstadt.

## Geschichte
Die Pfarre wurde laut Urkunde 1788 gegründet. Der bestehende Bau wurde um 1807 errichtet. Die Kirche wurde in den Jahren 1970/71 restauriert.

## Architektur und Ausstattung
Die Kirche ist ein einfacher klassizistischer Bau. Der Giebelfassade ist ein Westturm mit Spitzhelm vorgestellt. Die Kirche ist einschiffig und vierjochig. Die Apsis ist polygonal.
Zwischen den Gurtbögen auf Doppelpilastern ruht ein Platzlgewölbe. Die Empore ist dreiachsig.
Ein halbrunder Triumphbogen trennt die Apsis vom Kirchenschiff. Über der Apsis ist ein Schalengewölbe mit Stichkappen.
Der Hochaltar wurde 1922 in später Neugotik von Johann Pomper in Güssing gefertigt.